# 'A città 'e Pulecenella
'A città 'e Pulecenella è una canzone dedicata a Napoli, composta (musica e testo) da Claudio Mattone. Erroneamente attribuita alla colonna sonora del film "Scugnizzi" del 1989, di cui non fa parte, fu incisa per la prima volta dal "Gruppo Aperto", costituito dallo stesso Mattone, solo nel 1992.

## Testo
Il testo della canzone denuncia il malaffare che "mortifica" la città, a fronte delle tante bellezze di Napoli:
(Claudio Mattone, A città 'e Pulecenella)
La canzone fa parte dello spettacolo Ritorna Piedigrotta (1992) di Egidio lo Giudice e del musical  di Enrico Vaime e dello stesso Mattone C'era una volta...Scugnizzi (2002), che rappresenta lo scontro ideologico tra due giovani napoletani cresciuti insieme: diventati grandi, il primo si dedica ad aiutare i ragazzi del quartiere, l'altro diventa camorrista. 
La canzone ha riscosso enormi successi negli anni, viene spesso eseguita anche da musicisti di strada, ed è stata cantata da alcuni dei principali interpreti della canzone napoletana, come l'Orchestra Italiana di Renzo Arbore, Neri per Caso, Mario Merola, Mirna Doris, Sal Da Vinci, Massimo Ranieri e, per ultimo, anche Gigi D'Alessio, che la ha inserita in un album del 2015.

## Cover
Cover della canzone sono state realizzate da:
- Neri per Caso, nell'album Strumenti del 1996
- Mario Merola, nella raccolta A città 'e Pulecenella - Tangentopoli del 2005
- Gigi D'Alessio feat. Dear Jack nell'album Malaterra del 2015
- Sal Da Vinci
- Mirna Doris